# Манастири, цркве и црквишта Сићевачке клисуре
Манастири, цркве и црквишта Сићевачке клисуре су део богате баштине Српског народа и Православне цркве, која се судбински везала за духовну, културну и просветну делатност и национално биће народа средњег и доњег Понишавља. Ове светиње настајале су вековима у од „душмана“ прикриваним забитима и скровитим пределима живописне Сићевачка клисура, пробојница реке Нишаве, непроходним све до пред крај 19. века, и ослобођења Србије од вишевековног ропства од Османског царства. Иако „скромних размера и ненаметљивог изгледа“, оне су данаса значајна материјална и културна сведочанства средњовековне прошлости Ниша, Нишавља и Јужне Србије.

## Историја
На манастира и цркава Сићевачке клисуре утицала је чињеница да је још из доба Римског царства она представљала за градитеље путева несавладиву препреку, па су је сви магистрални путни правци укључујући ту и чувени Виа Милитарис заобилазили са њене јужне стране, преко планине Куновице. На овој планини 2. јануара 1444. године Српска и Угарска војска предвођена Ђурађ Бранковићем и Јанком Хуњадином у свом последњем покушају да заустави османлијску војску у њеном освајачком походу, уништи и у самом средишту Куновице, заустави је и разбије. И поред првих успеха Српска и Угарска војска се повлаче са простора нишавља и његови становници падају под вишевековно ропство Османлијског царства.
Такође и за градитеље путева из време Османлијаског царства Сићевачка клисура је остала несавладива препрека па је остала по страни важних путева, или Цариградског друма, који је преко Куновице ошао скоро потпуно истом трасом као Виа Милитарис.
Духовни мир и безбедан живот у Сићевачкој клисури ствара је идеалне услове да се живот у неприступачним пределим гудурама клисуре који се одвијао у знаку духовног мира ослобођеног од страха, посебно у ратним временима и вишевековном ропству Србије под Османлијским царством. Тај њен унутрашњи мир привлачио је многе духовнике, са разних простора Балкана. Тако је средином 15. века, почело насељавање Сићевачке клисуре калуђерима који су се бежећи са Истока према Западу, пред налетом Османлија, повлачили ка Западу. Међу њима су били монаси Грци, Бугари, али и Срби са Свете горе. Све бројнији монаси су у скровитим и готово митским пределима Сићевачке клисуре градили бројне манастире, цркве и црквишта, желећи да достигну „духовне висине“ (истовремено штитећи сопствене животе од терора Османлија).
Тако је простор Сићевачке клисуре постао црквено средиште, нека врста мале „свете горе“, у којој су се књиге писале и осликавале, цркве и манастири обнављали или из основе градили и живописали. Ова духовна, стецишта код околног становништва осмислила су многе легенде о тајновитим и готово митским пределима Сићевачке клисуре. Једна од њих је она о постанку Манастира Свете Богородице у Сићеву, на густо пошумљеним северним падинама Кусаче.
| „ | „Легенда говори да је црква Манастира Свете Богородице под најездом Османлија „прелетела“ са једног на друго место“? | ” |

На све већи значај Сићевачке „свете горе“ утицала је и чињеница да је у време владавине Османлијског царства Ниш био административни и верски центар царевине, која је ограничавала све немуслиманске вере, тако да се верски и културни живот Срба и других хришћана, није могао да одвија у самом граду, па је велики број монаха, пренео духовни живот у мир беспућа Сићевачке клисуре. Такође су имућнији Срби из Ниша и околине водили бригу о црквама и манастирима и настојали да што даље од Османлија у миру и безбедно, обављају православне верске обреде.
Велике заслуге за развој духовног и уметничког живота у српским манстирима у првој половини 17. века имао је и патријарх Пајсије (1614-1647.) који је радио на обнови мањих храмова, попут ових у Сићевачкој клисури.
За све време владавине Османлија дизане су буне и устанци, па су се по беспућима Сићевачке клисуре и у њеним манастирима крили и многи устаници и хајдуци, што је још више јачало цркве и манастире, дуж долине Нишаве.
Само десет година од ослобођења Ниша и околине од Турака у периоду од 1886. до 1887. године инжињерске јединице српске војске, пробиле су пругу кроз Сићевачку клисуру и по први пут успоставиле железнички саобраћај између Ниша и Софије, што је имало велики значај за све учесталије посете верника и туриста манастирима и црквама Сићевачке клисуре. У том периоду Манстир Сићево био је један од ретких манастира у Нишкој Епархији који је био у целости сачуван упркос Османлијској окупацији.
Монаштво се с краја 19. века из године у годину све више увећавало, а са новим монасима започели су и радови на рестаурацији оштећених и дотрајалих и изградња нових објеката на манастирском земљишту и темељима порушених цркава.

## Манастири цркве и црквишта на простору Сићевачке клисуре
Трагови материјалне културе на простору Сићевачке клисуре могу се пратити од праисторије, преко Римског и Византијског царства до поствизантијског периода. Доказ вихове делатности су:
Манастири
Св. Богородица у Сићеву, Ваведење Св. Богородице на десној обали Нишаве, Св. Петка Иверица у Островици, Св. Никола у Просеку, Св. Успење испод брда Градац.
Цркве
Св. Никола у селу Манастир,Св. Илија у Сићеву, Св. Петар и Павле у Островици, Св. Никола у Чукљенику.
Црквишта
Црквишта или места на којима је некада била црква су; црквиште на Кулини, Св. Арханђела Гаврила испод Островице, Св. Тодора у Ланишту, Св. Илије на чуки код Градишта, Св. Николе у селу Црнче, Св. Петар и Павла на Вишеграду, рушевине цркве Св. апостола Петра и Павла у Сићеву, остаци храма Св. Петке у Просеку.
Стварање добара материјалне културе у Сићевачкој клисури настављено је и у каснијим историјским раздобљима, почев од 19. века, па све до данашњих дана. На то је једним делом утицао толерантнији однос Османлија према верским слободама Срба а другим делом ослобађање ових простора од вишевековног ропства под Османлијским царством и стварање слободне и независне државе Кнежевине Србије, касније и Краљевине Југославије.
Обнављене су старе и подизане нове цркаве, као што су: Св. Никола у Горвем Просеку из 1838, капела Св. Тројице у Просеку из 1919, Св. Илија у Сићеву пре 1865, Св. апостола Петра и Павла у Островици (саграђена 1802, а обновљена 1937. године) капела Светог Илије у Куновице, Манастир Свете Петке Иверица (обновљена 1898. године) и Црква Свете Петке у Градишту (сазидана 1889. године, обнављана у два наврата 1930. и 2012. године)

### Манастири
У Сићевачкој клисури најзначајнији манастири су Манастир Свете Петке „Иверица“ у Островици , Манастир Свете Богородице у Сићеву и Манастир Ваведења Свете Богородице (Кулина).
Манастир Свете Петке „Иверица“ у Островици
Манастир Свете Петке „Иверица“ је средњовековни српски манастир изграђен у првој половине 14. века, у атару Островице у оштини Нишка Бања на око 20 km, источно од Ниша према Пироту, у средишњем делу Сићевачке клисуре, на десној обали реке Нишаве.
Уз име овог манастира додаје се назив „Иверица“, што посредно упућује на претпоставку да су његови оснивачи монаси из грузијског манастира Ивирона са Свете горе. Саму цркву Свете Петке подигле су 1898. године инжињерске јединице српске војске, које су пред сам крај 19. века пробијале пругу и пут кроз Сићевачку клисуру. Био је то знак њихове захвалности због спасења краља Александра Обреновића од дављења у таласима мора код Бијарица у Француској. Манастир је касније постао „Краљевски српски војни манастир Света Петка Иверица“, јединствен манастир у историји Српске православне цркве. И у каснијем раздобљу, од 19. века на овом простору настављен је континуитет у обнови старих и подизању нових цркава.
Манастир Свете Богородице у Сићеву
У народу познатији под именом Манастир „Сићево“, је средњовековни српски манастир из прве половине 14. века  посвећен Богородичином Ваведењу. Манастир се налази у почетном делу Сићевачке клисуре, испод „Големог камена“, Кусаче, на левој обали реке Нишаве, у улици Владимира Милетића. „Легенда говори да је црква „прелетела“ са једног на друго место“? Натпис изнад улаза у наос цркве потврђује да је сада постојећи храм подигнут из темеља 1646. у време духовника попа Јована, када су га браћа Симон и Живко саградила преносећи на рукама, камен по камен старе цркве. Црква је те године први пут животописана а иконописац је био извесни Веселин.
Вредности овог архитректонски скромног, духовног објекта доприносе фреске на унутрашњим зидним површинама наоса и припрате. Доминантно место у припрати заузимају сцене Богородичиног акатиста и део Страшног суда на источном зиду. У наосу зидне декорације чине илустрације Великих празника и Христовог страдања. Светао и оскудан колорит сићевачког сликарства, надокнађен је коректним цртежом, који, иако наглашен, није наметљив.
Архитектура Богородичине цркве y Сићеву, највероватније би остала непримећена y стручним круговима, да ce дуж њених унутрашњих страна бочних зидова не налазе, y периоду када је грађена ретки,прислоњени луци.39 Из конструкционих разлога, на бочним ојачавајућим луковима ослоњеним на четвртасте пиластре лежи подужни полуобличасти свод. Дуж северног и јужног зида нартекса постоји по један, a дуж наоса по два пара прислоњених лукова. То све је посебно обележје цркве, чиме ce она издваја од сродних грађевина насталих у том историјском периоду.
Манастир Ваведења Свете Богородице у Кулини
На десној обали Нишаве, југозападно од Сићева, на 15 минута хода, у месту Кулина, налазе се остаци овог манастира (данас познатог као „Свети Јован“). Остаци зидова говоре о давном пореклу, а предање говори да је та црква саграђена у доба Византије, још пре доласка Османлија на Балканско полуострво. Ту је некада био велики манастир с кулом. У њему је службовало више десетина калуђера испосника.

### Цркве

#### Црква Светог пророка Илије у Сићеву
Црква Светог пророка Илије у Сићеву једна је од цркава Сићевачке парохије, посвећена светом пророку Илији. Изграђен је пре 1865. године, а звоник у њеној порти 2010. године.
За укупно функционисање верског живота хришћана у Сићеву и овом храму од великог значаја био је рад Црквене општине. Чланови Црквеног одбора — тутори били су највиђенији чланови села и често највећи дародавци. Они су се старали о цркви и њеној имовини (што и данас чине) и водили рачуна о реду на богослужењима.
Црква Светог пророка Илије у Сићеву је скромна једнобродна грађевина правоугаоне основе, са олтаром и полукружном апсидом, на источној страни. Црква је без припрате, тако да се у наос директно улази са западне стране кроз централно постављена врата. Изнад улаза је двопојасна плитка ниша у чијој унутрашњости је икона. Црква не припада ни једном архитектонском стилу.
Засведена је полуобличастим сводом који је положен на бочне пиластре. Црква је зидана од ломљеног и притесаног камена и цигле. Кров цркве изведен је на две воде и покривен црепом. Под наоса покривен је циглом. Унутрашњи зидови цркве нису живописани.
Зидови су ојачани употребом неке врсте роштиља сачињеног од дрвених греда. Спољне површине зидних платана прекривене су малтером и окреечени белом бојом. Камена пластика примењана при градњи цркве била је јако скромна и углавном сведена на обраду архитектонских детаља.

#### Црква светог Николе у селу Манастир
Црква Светог Николе у селу Манастир позната и као храм светог Николаја Мириликијског једна је од цркава Јелашничке парохије, посвећен светом пророку Николи. Црква је изграђена, или обновљен 1838. године, захваљујући прилозима мештана. Због свог историјског, архитектонског и верског значаја црква Светог Николе у селу Манастир проглашена је, 23. децембра 1982. године, за „Културно добро од великог значаја“ и уведена је у централни регистар споменика културе у Републици Србији.
Црква је скромна једнобродна грађевина правоугаоне основе, са олтаром и полукружном апсидом, на источној страни. Црква не припада ни једном архитектонском стилу.
Посебно пажњу у порти ове цркве тј. на њеном старом гробље из 19. века, заслужују добро очувани камени надгобни споменици, дело месних каменорезаца, изузетне занатске вештине и маште.

#### Црква Свете Петке у Градишту
Црква Свете Петке у Градишту или Параклис (капела) Свете Петке, у архиви црквених добара води као капела-параклис, посвећена је Светој Петки (Св. Парскеви), а настала је с краја 19. века, на одвајкада сакралном месту (црквишту). Након што је, највероватније из спољне средине, донет запис посвећен преподобној Светој Параскеви (Свет Петки), и на тој локацији изграђена је црквица-капела, тако што су мештани доносили камен са свих страна.
Црква се налази у центрлном делу села Градиште (Општина Бела Паланка), на око 22 km источно од Ниша и исто толико западно од Беле Паланке.
У сачуваним документима о цркви Свете Петке у Градишту, најстарији је онај који је пронађен у рушевинама оближње сеоске куће под Чуком, 1898. године. У њему се помиње; да је црква године 1898. године била под кровом, да је била сазидана од тврдог материјала, да је била просте израде и да је тада припадала Црквеној општини Врандолској чији је парох Димитрије Мијалковић, вршио службе у њој. У истом документу наводи с и да су тутори цркве били Таса Крстић и Мита Здравковић и да је саграђена уз помоћ и залагање тадашњих мештана.
По расположивим подацима, претпоставља се да је, капела први пут обнављана у периоду од 1928-1930. године, на шта указују пронађени стари и рачуни за грђевински материјал на име цркве Свете Петке у Градишту. До Другог светског рата црква је имала дрвеном оградом ограђену порту са капијом и звоно у ракљама дрвећа. До цркве се налазила Основна школа.
Након обнове из 1930. године, црква је била у добром стању све до почетка Другог светског рата. Након ослобођења, до 1947. године, црква је била под кровом, када је као полупорушена и потпуно напуштена.
Године 2009. године на иницијативу малобројни мештани села Градишта и околине, и на њихову молбу за благослов епископа нишког, покренута је обнова цркве. Најпре је раскрчено растиње и жбуње како би се открио стари темељ порушене цркве. На истом темељу изведени су грађевински радови,тако да је капела већ 2011. године била сазидана од тесаног природног камена и стављена под кров. Радови су настављени 2012. године када је дограђена припрата, монтиран и осликан нов иконостас и сређена унутрашњост цркве.

### Црква светих апостола Петра и Павла у Островици
Црква светих апостола Петра и Павла подигнут 1937. године у селу Островива. Цркву је осветио владика жички Василије Костић.

### Црква светог Архангела Гаврила у Островици
Црква светог Архангела Гаврила која се налази у насељу „Света Петка” подигнута је 1992. године на темељима Цркве из античког периода.